# Pallacanestro Virtus Roma 2006-2007
Questa voce raccoglie le informazioni riguardanti la Pallacanestro Virtus Roma nelle competizioni ufficiali della stagione 2006-2007.

## Stagione
La stagione 2006-2007 della Pallacanestro Virtus Roma, sponsorizzata Lottomatica, è la 23ª nel massimo campionato italiano di pallacanestro, la Serie A.
All'inizio della nuova stagione la Lega Basket decise di modificare il regolamento riguardo al numero di giocatori stranieri da schierare contemporaneamente in campo che venne ridotto a sei, con anche la possibilità di impiegare fino a quattro giocatori extracomunitari.

## Roster
Aggiornato al 28 dicembre 2021.
| Lottomatica Roma 2006-07 | Lottomatica Roma 2006-07 |
| Giocatori                | Staff tecnico            |
| ------------------------ | ------------------------ |

| N. | Naz.                                                | Ruolo | Nome                   | Anno | Alt.   | Peso   |  |
| -- | --------------------------------------------------- | ----- | ---------------------- | ---- | ------ | ------ |  |
| 5  | Italia (bandiera)                                   | P     | Jacopo Giachetti       | 1983 | 191 cm | 81 kg  |  |
| 6  | Macedonia del Nord (bandiera) · Slovenia (bandiera) | P     | Vlado Ilievski         | 1980 | 188 cm | 82 kg  |  |
| 7  | Stati Uniti (bandiera)                              | GA    | David Hawkins          | 1982 | 195 cm | 95 kg  |  |
| 8  | Italia (bandiera)                                   | AG    | Alessandro Tonolli (C) | 1974 | 202 cm | 99 kg  |  |
| 9  | Italia (bandiera)                                   | AP    | Alex Righetti          | 1977 | 198 cm | 95 kg  |  |
| 10 | Serbia (bandiera)                                   | A     | Dejan Bodiroga         | 1973 | 205 cm | 110 kg |  |
| 11 | Grecia (bandiera)                                   | C     | Loukas Maurokefalidīs  | 1984 | 210 cm | 115 kg |  |
| 11 | Islanda (bandiera)                                  | G     | Jón Stefánsson         | 1982 | 195 cm | 92 kg  |  |
| 12 | Grecia (bandiera)                                   | C     | Dīmītrīs Marmarinos    | 1976 | 207 cm | 120 kg |  |
| 12 | Slovenia (bandiera)                                 | AC    | Erazem Lorbek          | 1984 | 209 cm | 110 kg |  |
| 13 | Italia (bandiera)                                   | AC    | Luca Garri             | 1982 | 208 cm | 103 kg |  |
| 14 | Italia (bandiera)                                   | PG    | Daniele Cinciarini     | 1983 | 193 cm | 84 kg  |  |
| 15 | Francia (bandiera)                                  | C     | Jérôme Moïso           | 1978 | 208 cm | 104 kg |  |
| 15 | Stati Uniti (bandiera)                              | PG    | Mire Chatman           | 1978 | 187 cm | 84 kg  |  |
| 16 | Italia (bandiera)                                   | G     | Yuri Porcaro           | 1988 | 190 cm | 87 kg  |  |
| 18 | Argentina (bandiera) · Italia (bandiera)            | AP    | Roberto Gabini         | 1975 | 198 cm | 98 kg  |  |
| 19 | Italia (bandiera)                                   | C     | Roberto Chiacig        | 1974 | 210 cm | 116 kg |  |
| 20 | Serbia (bandiera)                                   | AG    | Ognjen Aškrabić        | 1979 | 206 cm | 103 kg |  |
| -  | Italia (bandiera)                                   | P     | Roberto Pappalardo     | 1990 | 185 cm | 75 kg  |  |

| Allenatore                                                           |
| - Jasmin Repeša                                                      |
| Assistente/i                                                         |
| - Guido Saibene Legenda - (C) Capitano - (IN) Inattivo - Infortunato |

## Mercato

### Sessione estiva
| Acquisti | Acquisti              | Acquisti        | Acquisti      | Acquisti |
| R.       | Nome                  | da              | Modalità      |          |
| -------- | --------------------- | --------------- | ------------- | -------- |
| C        | Luca Garri            | Pall. Biella    | definitivo    |          |
| C        | Loukas Maurokefalidīs | PAOK Salonicco  | definitivo    |          |
| PG       | Daniele Cinciarini    | Fabriano Basket | fine prestito |          |
| C        | Jérôme Moïso          | Free agent      | definitivo    |          |
| C        | Dīmītrīs Marmarinos   | Paniōnios       | definitivo    |          |

| Cessioni | Cessioni         | Cessioni        | Cessioni       | Cessioni |
| R.       | Nome             | a               | Modalità       |          |
| -------- | ---------------- | --------------- | -------------- | -------- |
| G        | Hugo Sconochini  | Free agent      | fine contratto |          |
| C        | Obinna Ekezie    | Dinamo Mosca    | fine contratto |          |
| GA       | Marko Pešić      | Teramo Basket   | fine contratto |          |
| AG       | Daniele Bonessio | A. Costa Imola  | prestito       |          |
| C        | Wade Helliwell   | Mens Sana Siena | fine contratto |          |
| AG       | Marko Tušek      | Olimpia Milano  | fine contratto |          |

### Dopo l'inizio della stagione
| Acquisti | Acquisti        | Acquisti     | Acquisti         | Acquisti   |
| R.       | Nome            | da           | Data             | Modalità   |
| -------- | --------------- | ------------ | ---------------- | ---------- |
| AG       | Ognjen Aškrabić | Free agent   | 23 ottobre 2006  | definitivo |
| PG       | Mire Chatman    | Dinamo Mosca | 21 novembre 2006 | definitivo |
| AP       | Roberto Gabini  | Granada      | 15 febbraio 2007 | definitivo |
| C        | Roberto Chiacig | Valencia     | 16 febbraio 2007 | prestito   |
| G        | Jón Stefánsson  | Valencia     | 20 febbraio 2007 | definitivo |
| AC       | Erazem Lorbek   | Málaga       | marzo 2007       | definitivo |

| Cessioni | Cessioni              | Cessioni       | Cessioni         | Cessioni       |
| R.       | Nome                  | a              | Data             | Modalità       |
| -------- | --------------------- | -------------- | ---------------- | -------------- |
| C        | Jérôme Moïso          | Free agent     | novembre 2006    | fine contratto |
| P        | Vlado Ilievski        | Virtus Bologna | dicembre 2006    | rescissione    |
| C        | Dīmītrīs Marmarinos   | Basket Napoli  | 10 febbraio 2007 | rescissione    |
| C        | Loukas Maurokefalidīs | Valencia       | 16 febbraio 2007 | prestito       |